# Avensan
Avensan – miejscowość i gmina we Francji, w regionie Nowa Akwitania, w departamencie Żyronda.
Według danych na rok 1990 gminę zamieszkiwało 1620 osób, a gęstość zaludnienia wynosiła 31 osób/km² (wśród 2290 gmin Akwitanii Avensan plasuje się na 258. miejscu pod względem liczby ludności, natomiast pod względem powierzchni na miejscu 111.).